# リトル・ジョー6号
リトル・ジョー6号（リトル・ジョー6ごう、英: Little Joe 6）は、アメリカ合衆国のマーキュリー計画の一環として行われた、宇宙船の緊急脱出用ロケットの試験である。マーキュリー宇宙船の実物大模型を使用し、1959年10月4日、バージニア州のワロップス島から発射された。5分10秒間で距離127キロメートルを飛行し、最大高度は60キロメートルに達した。最大速度は秒速1,375メートル (時速4,950キロメートル)、加速度は5.9g (58 m/s²)、搭載量は1,134キログラムだった。